# Junior Flemmings
Junior Flemmings (Kingston, Jamaica, 16 de enero de 1996) es un futbolista profesional jamaicano que juega como delantero y su club es el Ajman Club de la UAE Pro League. Es internacional con la selección de fútbol de Jamaica.

## Carrera

### Primeros años
Nacido en Kingston, Jamaica, Flemmings comenzó su carrera en las categorías inferiores de Tivoli Gardens.[cita requerida]

### Tivoli Gardens
En 2013 debutó con el primer equipo de la National Premier League. No recibió pago durante la temporada 2013 con Tivoli Gardens para asegurarse de que no arruinaría sus posibilidades de jugar fútbol universitario en los Estados Unidos. Durante la temporada 2015-2016, Flemmings lideró a Tivoli Gardens en la anotación de ocho goles, incluido un ganador tardío del juego el 23 de noviembre de 2015 que ayudó a su club a ganar 2-1 sobre Boys 'Town FC.

### New York Red Bulls II
Después de meses de especulaciones, Flemmings firmó con New York Red Bulls II de la United Soccer League el 25 de marzo de 2016. El 2 de abril de 2016, durante su primera aparición, Flemmings registró su primer gol y asistencia con el club en la victoria por 2-0 contra el Louisville City. El 22 de mayo de 2016, Flemmings anotó un gol de la victoria en el último partido que ayudó a Nueva York a ganar 1-0 contra el FC Montreal. El 12 de agosto de 2016, Flemmings ayudó a Nueva York a lograr una victoria por 5-1 sobre Orlando City B, anotando un gol y siendo una amenaza constante durante todo el partido.
El 14 de abril de 2017, Flemmings anotó su primer gol de la temporada para Nueva York, ayudando al club a una victoria por 3-1 sobre Orlando City B. El 19 de agosto de 2017, Flemming anotó dos goles para ayudar a Nueva York a vencer por 4-0 al FC Cincinnati. El 2 de septiembre de 2017, Flemmings anotó un gol y ayudó en otro en la victoria de Nueva York por 4 – 2 sobre Tampa Bay Rowdies.

### Tampa Bay Rowdies
En enero de 2018, Flemmings firmó con Tampa Bay Rowdies en la USL.

### Phoenix Rising
Flemmings firmó con Phoenix Rising en 2019. Anotó dieciséis goles y siete asistencias en su primera temporada con el equipo, y terminó octavo en la liga por la Bota de Oro, terminando detrás de su compañero y ganador de la Bota de Oro Solomon Asante (22 goles).
La segunda temporada de Flemmings con Phoenix resultó en un premio Golden Boot, anotando 14 goles en una temporada acortada por COVID. Phoenix fue propulsado a un primer puesto en el Grupo B.

#### Controversia por homofobia
El 30 de septiembre de 2020, mientras jugaba para Phoenix Rising, Flemmings fue acusado de usar un insulto homofóbico jamaicano, " chico loco ", contra el mediocampista abiertamente gay de San Diego Loyal, Collin Martin. The Loyal, que había estado ganando 3-1 hasta ese momento, salió del campo en protesta y perdió el partido. Flemmings negó haber usado el insulto y dijo, en un comunicado de Twitter después del partido, que está "en solidaridad con el movimiento LGBTQ+ ". Fue la última vez que Flemmings saltó al terreno de juego de Phoenix Rising. El Campeonato de la USL lo suspendió seis juegos por usar "lenguaje grosero y abusivo" y lo multó por una cantidad no revelada. Además, los funcionarios del equipo Phoenix Rising colocaron a Flemmings en licencia administrativa por el resto de su contrato con el equipo, que concluyó el 30 de noviembre de 2020. El contrato de Flemmings con el equipo no fue renovado.
El incidente finalmente le costó a Rising la oportunidad de albergar la final del campeonato de la USL. Rising y Louisville City FC terminaron con 35 puntos y 11 victorias, pero Rising tuvo un mayor diferencial de goles y, por lo tanto, habría tenido la ventaja de jugar en casa si hubiera llegado a la final. Sin embargo, Rising solo estaba en la contienda por albergar la final como resultado de los tres puntos que obtuvo por abandono. Debido a la protesta que siguió, Rising anunció que si llegaba a la final, quien ganara la final de la Conferencia Este tendría la ventaja de jugar en casa en la final del campeonato. Estaban listos para jugar contra los Tampa Bay Rowdies en Tampa Bay en ese juego, pero se canceló debido a un brote de COVID en la organización de los Rowdies.

### Birmingham Legion
El 13 de enero de 2021, Flemmings se unió al Birmingham Legion del USL Championship.
En el anuncio de que Flemmings se unirá a Legion, los funcionarios del equipo señalaron su historial de homofobia en Phoenix Rising, pero dijeron que creen que "las segundas oportunidades brindan oportunidades de crecimiento". Los oficiales del equipo también dijeron que tuvieron "conversaciones extensas" con los ex entrenadores y compañeros de equipo de Flemmings, además de Martin y Donovan por su perspectiva sobre el equipo que firma a Flemmings. Flemmings también se disculpó por el incidente en el comunicado.

### Toulouse
El 5 de enero de 2022, Flemmings fue transferido al Toulouse de la Ligue 2.
En septiembre de 2023 fue cedido al F. K. Voždovac.

## Selección nacional
Flemmings ha representado a Jamaica a nivel de selección nacional Sub-20 y Sub-17, sirviendo como capitán de la Sub-17.
Recibió su primera convocatoria de la selección nacional completa en noviembre de 2015 y fue incluido en la lista de 18 jugadores para el partido de clasificación para la Copa Mundial de 2018 de Jamaica contra Panamá, pero fue un suplente no utilizado. Flemmings hizo su debut internacional absoluto frente a la Guayana Francesa en la Copa del Caribe 2017. Flemmings anotó el gol de la victoria contra Guadalupe en el segundo partido de la fase de grupos de Jamaica de la Copa Oro CONCACAF 2021, clasificándolos así a los cuartos de final.[cita requerida]

## Estadísticas

### Club
| Club                  | Temporada     | División               | Liga     | Liga  | Copa Nacional | Copa Nacional | Copa de liga | Copa de liga | Otro     | Otro  | Total    | Total |
| Club                  | Temporada     | División               | Partidos | Goles | Partidos      | Goles         | Partidos     | Goles        | Partidos | Goles | Partidos | Goles |
| --------------------- | ------------- | ---------------------- | -------- | ----- | ------------- | ------------- | ------------ | ------------ | -------- | ----- | -------- | ----- |
| New York Red Bulls II | 2016          | Campeonato de la USL   | 23       | 7     | 0             | 0             | 0            | 0            | —        | —     | 23       | 7     |
| New York Red Bulls II | 2017          | Campeonato de la USL   | 29       | 9     | 0             | 0             | 3            | 1            | —        | —     | 32       | 10    |
| New York Red Bulls II | Total         | Total                  | 52       | 16    | 0             | 0             | 3            | 1            | —        | —     | 55       | 17    |
| Tampa Bay Rowdies     | 2018          | Campeonato de la USL   | 26       | 6     | 1             | 0             | 0            | 0            | —        | —     | 27       | 6     |
| Phoenix Rising        | 2019          | Campeonato de la USL   | 28       | 15    | 1             | 1             | 2            | 1            | —        | —     | 31       | 17    |
| Phoenix Rising        | 2020          | Campeonato de la USL   | 15       | 14    | —             | —             | 0            | 0            | —        | —     | 15       | 14    |
| Phoenix Rising        | Total         | Total                  | 43       | 29    | 1             | 1             | 2            | 1            | —        | —     | 46       | 31    |
| Birmingham Legion     | 2021          | Campeonato de la USL   | 21       | 6     | —             | —             | 0            | 0            | —        | —     | 21       | 6     |
| Toulouse B            | 2021-22       | Championnat National 3 | 6        | 5     | —             | —             | —            | —            | —        | —     | 6        | 5     |
| Toulouse              | 2021-22       | Ligue 2                | 3        | 0     | 0             | 0             | —            | —            | —        | —     | 3        | 0     |
| Carrera total         | Carrera total | Carrera total          | 151      | 62    | 2             | 1             | 5            | 2            | 0        | 0     | 158      | 65    |

### Goles internacionales
Las puntuaciones y los resultados enumeran el recuento de goles de Jamaica en primer lugar, la columna de puntuación indica la puntuación después de cada gol de Flemmings.
| N.º | Fecha                 | Lugar                                                | Adversario | Gol | Resultado | Competencia                         |
| --- | --------------------- | ---------------------------------------------------- | ---------- | --- | --------- | ----------------------------------- |
| 1   | 15 de octubre de 2019 | Estadio Ergilio Hato, Willemstad, Curazao            | Aruba      | 5-0 | 6–0       | 2019-20 CONCACAF Liga de Naciones B |
| 2   | 16 de julio de 2021   | Estadio Exploria, Orlando, Estados Unidos            | Guadalupe  | 2-1 | 2-1       | Copa Oro CONCACAF 2021              |
| 3   | 4 de junio de 2022    | Dra. Ir. Estadio Franklin Essed, Paramaribo, Surinam | Surinam    | 1–0 | 1-1       | 2022-23 CONCACAF Liga de Naciones A |

## Premios y reconocimientos
New York Red Bulls II
- Copa USL 2016[cita requerida]
- Temporada regular de la USL 2016[cita requerida]

Phoenix Rising
- Temporada regular del campeonato de la USL 2019[cita requerida]
- Conferencia Oeste
  - Ganadores (Temporada Regular) 2019[cita requerida]
  - Ganadores (Playoffs) 2020[cita requerida]

Jamaica
- Subcampeón Copa del Caribe 2017[cita requerida]

Toulouse
- Ligue 2 2021–22[34]

- Jugador joven de la temporada de la RSPL 2015-16[cita requerida]
- Ganador de la Bota de Oro del Campeonato de la USL 2020[cita requerida]